# 髑髏 (アルバム)
髑髏（しゃれこうべ）は日本のロックバンド、マリア観音の6枚目のアルバム。平山裕士が運営する自身のレーベル「エレクトレコード」より1995年にリリースされた。

## 解説
- プロデュースは木幡東介。
- ジャケットは吉田達也が手掛けた。
- ベースの宮脇が脱退したため、今作では木幡がベースを演奏している。
- 「懺悔の風呂場」では前作で脱退した宮脇がアコースティック・ギターでゲスト参加している。
- 今作発表後にベースの宮脇が自殺[2]。木幡、小森、平野で追悼ライヴを行った。

## 収録曲
1. 静かな夜 (7:19)
木幡東介ソロ『懺悔の風呂場』収録曲の再録音版、『東夷偽史先住民拙言滅裂多仁』で再録音されている。
「人間凶器」の歌詞が挿入されている。
2. 髑髏 (6:28)
3. 雪の下 (7:17)
4. 不発弾 (10:07)
5. 笑う山 (3:51)
6. 懺悔の風呂場 (7:55)
木幡東介ソロ『懺悔の風呂場』収録曲の再録音版。
7. 犬死に (18:35)
『共喰いの村』収録曲の再録音版。

（作詞・作曲：木幡東介）

## 参加メンバー
- 木幡東介：ヴォーカル/ギター (#4,#5,#6,#7)/アコースティック・ギター (#2,#5)/ベース/ドラム (#2,#5)/パーカッション (#2,#3)/トランペット (#3,#6)/尺八 (#5)/銅鑼 (#4)/口笛 (#2)
- 平野勇：ドラム(#2,#5以外)
- 小森雅彰：オルガン (#1,#5冒頭部,#7)/ピアノ (#1,#3,#4,#6)/キーボード (#3,#6,#7)/コーラス/鈴 (#7)

ゲスト
- 宮脇慎吾：アコースティック・ギター　(#6)